# Alberto II. della Scala
Alberto II. della Scala (* 1306; † September 1352 in Verona) war Herr von Verona und Vicenza. Er war zwischen 1329 und 1351 der fünfte Herrscher aus der Signoria der Scaliger und regierte zusammen mit seinem jüngeren Bruder Mastino II. della Scala.

## Leben
Alberto II. war der erstgeborene Sohn von Alboino della Scala und seiner Frau Beatrice da Correggio. Nach dem Tod seines Vaters 1311 war seine weitere Kindheit von den Entscheidungen seines Onkels Cangrande I. della Scala bestimmt. 1312 wurde seine Hochzeit mit Agnese, Tochter von Heinrich II. von Görz, arrangiert.
Bis 1325 sind nur spärliche Nachrichten über ihn erhalten. Erst im Disput mit Federico della Scala um die Nachfolge, des im Februar 1325 erkrankten Cangrande I., rückte er zusammen mit seinem Bruder Mastino II. wieder in das Rampenlicht der Öffentlichkeit. Mit der Exilierung Federicos war der Weg schließlich frei für die zwei Brüder. Im November 1328 wurden sie zu Rittern geschlagen und Juli 1329 von Cangrande offiziell zu seinen Nachfolgern bestimmt.
Aufgrund der Doppelregentschaft mit Mastino II. ist es schwierig die Regentschaft der beiden
eindeutig auseinanderzuhalten. Die zeitgenössischen Chronisten hoben die Bedeutung Mastino II. hervor und spielten die Rolle seines älteren Bruders herunter. In gewisser Weise verkümmerte Alberto II. zum unauffälligen Double seines Bruders. Bereits im 15. Jahrhundert wurde ihm das Klischee  angeheftet, dass er vor allem am höfischen Leben und an Literatur interessiert gewesen sei. Eine genauere Analyse der Quellen zeigt allerdings, dass er sowohl auf der politischen Bühne als auch im militärischen Bereich eine nicht zu unterschätzende Rolle spielte.

### Signoria
Eine der ersten Amtshandlungen von Alberto II. war die Übernahme der Regentschaft in den von den Scaligern unterworfenen Städten, darunter die erst kurz vor dem Tod Cangrande I. eroberten Städte Padua (1328) und Treviso (1329). Sein besonderes Augenmerk lag dabei auf das feindliche gesinnte Padua. In der Stadt residierte er schließlich, abgesehen von militärischen Unterbrechungen, bis zum Ende der Scaligerherrschaft im Juli 1337. Zwar war Alberto mit Mastino gleichberechtigter Herr von Padua, aber de facto gebührte im Zweifelsfalle seinem Bruder das letzte Wort.
Mit seinem Bruder führte er die territoriale Expansionspolitik seines Onkels fort. Dabei gerieten sie bald in Konflikt mit König Johann von Böhmen und mit seinem Sohn Karl, die in Italien eigene Herrschaftspläne schmiedeten.
Im Juni 1332 führte er das Scaliger-Heer bei der Belagerung von Brescia an. Wenige Monate später befehligte er die Scaliger-Truppen im Feldzug des mit den Este, Visconti, den Gonzaga und anderer Stadtstaaten in Castelbaldo geschlossenen Bundes gegen den böhmischen König. Vermutlich war er bei der Niederlage des Bündnisses in der Schlacht von San Felice sul Panaro anwesend. 1334 beteiligte er sich an der Belagerung von Cremona und im Jahr darauf spielte er eine nicht unbedeutende Rolle bei der Übernahme von Parma. Ebenfalls 1335 überfiel er Reggio Emilia, das anschließend an die Gonzaga abgegeben wurde.
Mit der Einverleibung von Lucca 1335 erreichte die Signoria der Scaliger ihre größte Ausdehnung. Der Fall des auch von Florenz ambierten Lucca, veranlasste Florenz 1336 zu einer Allianz mit Venedig, womit das Ende der Veroneser Expansionsbestrebungen eingeleitet wurde. Für Venedig war das Bündnis mit Florenz die Gelegenheit, die Scaliger, deren Expansion auf der Terraferma und deren Handelspolitik als Bedrohung angesehen wurden, in die Schranken zu verweisen.
Der Krieg brach im Juli 1336 aus. Zwar gelang es Alberto das verlorengegangene Oderzo wieder zurückzuerobern, aber kurz darauf drehte sich das Kriegsglück zu Ungunsten der Scaliger. Ein Einigungsversuch mit Venedig scheiterte ebenso, wie der im Oktober 1336 geführte Angriff auf Mestre. Den entscheidenden Wendepunkt im Konflikt stellte der Verlust Paduas im Sommer 1337 dar. Nachdem Marsilio da Carrara heimlich Verhandlungen mit Venedig aufgenommen hatte und ihm von Venedig die Rückkehr zur Herrschaft zugesichert worden war, nahm er am 3. August 1337 Alberto II. della Scala gefangen.
Alberto, der laut einigen Chronisten die Warnungen seines Bruders über die verschwörerischen  Absichten des Carraresi in den Wind geschlagen hatte, verbrachte die nächsten eineinhalb Jahre im Arrest in Venedig. Erst nach dem Friedensschluss der kriegsmüden Parteien kehrte er im Februar 1339 nach Verona zurück. Bereits im März führte er ein Scaliger-Heer gegen Marostica an, das im September 1338 an Sicco di Caldonazzo gefallen war. Nach dem Bruch der Correggio mit den Scaligern und dem damit verbundenen Verlust von Parma im Mai 1341 ging im Oktober 1342 auch noch Lucca verloren. Damit beschränkte sich der Herrschaftsbereich der beiden Brüder sechs Jahre nach seiner größten Ausdehnung nur noch auf Verona und Vicenza.
In den folgenden Jahren machte Alberto II. nur noch gelegentlich als militärischer Führer von sich Reden. Unter seiner Regie wurde mehrmals das von den Gonzaga regierte Mantua angegriffen. Im August 1349 begleitete ihn beim Sieg über die Truppen der Gonzaga der noch junge Cangrande II. della Scala. Im Jahr darauf unterdrückte er gewaltsam einen in Verona ausgebrochenen Tumult zwischen schlecht bezahlten deutschen Söldnern und der Bevölkerung.
Kurz nach dem Tod Mastino II. im Juni 1351 übergab er die Regierungsgeschäfte an die drei Söhne seines Bruders, Cangrande II., Cansignorio und Paolo Alboino. Dennoch verschwand er nicht vollends von der öffentlichen Bühne. Im September des gleichen Jahres führte er einen Feldzug gegen die Castelbarco im südlichen Trentino an und im Juni 1353, wenige Monate vor seinem Tod, begab er sich noch auf eine diplomatische Reise nach Ferrara.
Alberto II. della Scala starb im September 1352 in Verona. Sein Todestag wird je nach Quelle für den 13., 23. oder 28. September angegeben.